# Anders Dohn
Anders Dohn (født 4. januar 1952, død 27. juli 2017) var en dansk musiker og producer, som især er kendt fra sine projekter med at oversætte sange af Leonard Cohen til dansk. Han blev i 1988 uddannet fra Det Kongelige Danske Musikkonservatorium i København, hvor han mødte Christian Søgaard, som han arbejdede sammen med resten af sit liv. Han har også samarbejdet med blandt andet Hanne Boel, Steffen Brandt og Tina Dickow. Anders Dohn var i en årrække ansat på Danmarks Radio, hvor han blandt andet ledede DR's såkaldte "Rullende Rockredaktion". Han nåede at indspille mere end 1000 livekoncerter med forskellige danske og udenlandske kunstnere.